# NGC 1022
NGC 1022 este o galaxie spirală situată în constelația Balena. A fost descoperită în 10 septembrie 1785 de către William Herschel. Se află la o distanță de 19 megaparseci de Pământ.